# Salgar (kommun)
Salgar är en kommun i Colombia. Den ligger i departementet Antioquía, i den nordvästra delen av landet, 260 km nordväst om huvudstaden Bogotá. Antalet invånare är 18 206. Arean är 423 kvadratkilometer.
Terrängen i Salgar är bergig österut, men västerut är den kuperad.